# Sphagiocrates
Sphagiocrates is een geslacht van vlinders van de familie tastermotten (Gelechiidae).

## Soorten
- S. chersochlora (Meyrick, 1922)
- S. lusoria (Meyrick, 1922)